# ثيودور هانكوك
ثيودور هانكوك (بالإنجليزية: Theodore Hancock)‏ هو رسام وفنان أمريكي، ولد في 1924، وتوفي في 28 يوليو 1989.